# Олимпия (баскетбольный клуб, Любляна)
«Оли́мпия» — словенский баскетбольный клуб из города Любляна, созданный в 1946 году. Является самым титулованным клубом Словении. В июле 2019 года «Олимпия» объединилась с «Цедевитой», образовав новый клуб «Цедевита-Олимпия».

## История
«Олимпия» была образована в 1946 году, и сразу же завоевала авторитет как в чемпионате Югославии, так и в Кубке чемпионов в котором команда постоянно участвовала в финальных турнирах и Финалах четырёх, стоит отметить что Олимпия одна из немногих команд принявших участие в первом розыгрыше Кубка чемпионов-1958. Клуб постоянно был на ведущих ролях в национальном чемпионате Югославии, одним из первых прервал гегемонию «Црвена звезды», впервые выиграв этот турнир в 1957 году. С 1992 года «Олимпия» выступает в чемпионате Словении после того как распалась СФРЮ. В 1994 году команда выиграла Кубок обладателей кубков. В июле 2019 года «Олимпия» объединилась с «Цедевитой», образовав новый клуб «Цедевита-Олимпия».

## Титулы
- Кубок чемпионов: Полуфинал — 1962, Финал четырёх — 1962, 1997
- Кубок обладателей кубков: 1994
- Чемпион Адриатической лиги: 2002
  - Финалист Адриатической лиги: 2011
- Чемпион Югославии: 1957, 1959, 1961, 1962, 1966, 1970
- Чемпион Словении (20): 1992—1999, 2001—2002, 2004—2006, 2008, 2009, 2017, 2018, 2020—2023
- Победитель Кубка Словении (18): 1992—1995, 1997—2003, 2005—2006, 2008—2013, 2017, 
  - Финалист Кубка Словении: 2004, 2007
- Победитель Суперкубка Словении (6): 2003—2005, 2007—2009

## Сезоны
| Сезон   | Лига | Уровень | Рег. чемп. | Плей-офф      | Регион        | Еврокубки         |
| ------- | ---- | ------- | ---------- | ------------- | ------------- | ----------------- |
| 2012-13 | СБЛ  | 1       | 2          | Финалист      | 8-е место АЛ  | Гр.этап Евролиги  |
| 2013-14 | СБЛ  | 1       | 2          | Финалист      | 10-е место АЛ | Ласт 32 Еврокубка |
| 2014-15 | СБЛ  | 1       | 2          | Четвертьфинал | 5-е место АЛ  | Ласт 32 Еврокубка |
| 2015-16 | СБЛ  | 1       | -          | -             | -             | Ласт 32 Еврокубка |

## Известные игроки
- Иво Данеу — (1956—1970)
- Винко Еловац — (1967—1980)
- Крешимир Чосич — (1976—1978)
- / Петер Вилфан — (1979—1984, 1987—1993)
- / Юрий Здовц — (1983—1991, 1998—2000)
- Шарунас Ясикявичюс — (1999—2000)
- Теему Ранникко — (2005—2007)
- Йотам Гальперин — (2005—2007)